# Municipio de Rush (condado de Centre)
El municipio de Rush (en inglés: Rush Township) es un municipio ubicado en el condado de Centre en el estado estadounidense de Pensilvania. En el año 2000 tenía una población de 3.466 habitantes y una densidad poblacional de 9 personas por km².

## Geografía
El municipio de Rush se encuentra ubicado en las coordenadas 40°51′00″N 78°05′59″O / 40.85000, -78.09972. De acuerdo con la Oficina del Censo de los Estados Unidos, el municipio tiene un área total de 385.9 km², de los cuales, 385.0 km² son de tierra y 0,9 km², con el 0,24% es superficie de agua. El municipio de Rush limita con el Condado de Clearfield al noroeste, el municipio de Snow Shoe y el municipio de Union al noreste, el municipio de Huston, municipio de Worth y el municipio de Taylor hacia el al sureste y el condado de Blair al suroeste.

## Demografía
Según la Oficina del Censo, en el año 2000, residían en el municipio 3.466 personas, distribuidas en 1.359 hogares y 970 familias. La densidad poblacional era de 9.0 personas por km². Había 1.687 viviendas con una densidad media 4.4 km². La composición racial del municipio era 99.28% de personas blancas, 0,17% eran nativos Americanos, 0,26% asiáticos, y 0,29% de dos o más razas. La población de hispanos de cualquier procedencia eran del 0,23% del total de la población.
Había 1.359 hogares de los cuales el 27,4% tenían hijos menores de 18 años, el 60,0% de las parejas eran matrimonios viviendo juntos, 7,7% de los hogares tenían una mujer sin marido, y el 28,6% sin familias. El 24,3% de los hogares estaba compuesto por una sola persona y el 12,7% tenía alguna persona anciana de más de 65 años de edad. El tamaño del hogar promedio era de 2,45 personas y el tamaño promedio de familia era de 2,92. 
En 2000 los ingresos medios por hogar en la localidad eran de $35,239 y los ingresos medios por familia eran de $39,826. Los hombres tenían unos ingresos medios de $32,067 frente a los $20,302 para las mujeres. La renta per cápita de la localidad era de $15,683. Alrededor del 6,9% de la población estaba por debajo del umbral de pobreza.